# Андрухович Юрій Ігорович
Ю́рій І́горович Андрухо́вич (нар. 13 березня 1960, Станіслав) — український поет, прозаїк, перекладач, представник постмодернізму в літературі, есеїст. Кандидат філологічних наук. Живе і працює в Івано-Франківську.
1985 року разом із Віктором Небораком та Олександром Ірванцем заснував поетичну групу «Бу-Ба-Бу», яка одною з перших почала відновлювати в українській літературі карнавальні та буфонадні традиції. З 1991 року Андрухович — співредактор літературно-мистецького журналу «Четвер», співпрацював також із журналом «Перевал», виступивши упорядником двох його номерів.
У часописі «Сучасність» вперше побачили світ найвагоміші прозові твори письменника: «Рекреації» (1992), «Московіада» (1993), «Перверзія» (1996), видані 1997 року окремими книгами, есей «Центрально-Східна ревізія» («Сучасність», 2000, № 3).
Присутність Андруховича в Івано-Франківську стала вагомим чинником ферментації так званого «станіславського феномену» та формування місцевого мистецького середовища. Творчість Андруховича має значний вплив на перебіг сьогоднішнього літературного процесу в Україні, з його іменем пов'язані перші факти неупередженого зацікавлення сучасною українською літературою на Заході. Твори Андруховича перекладені польською, англійською, німецькою, французькою, російською, угорською, фінською, шведською, іспанською, чеською, словацькою, хорватською, сербською мовами й есперанто.

## Життєпис

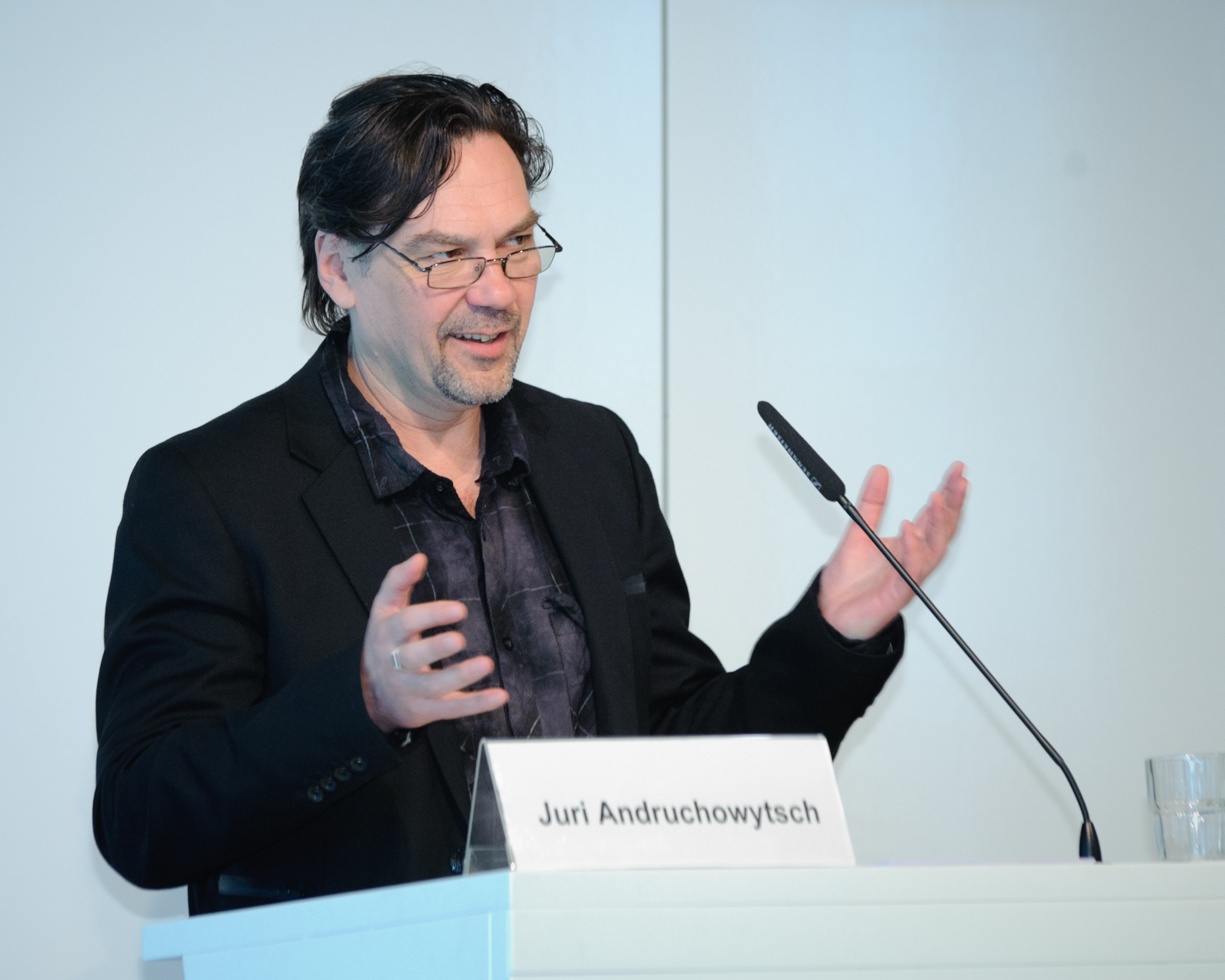
Юрій Андрухович, 2011

Народився 13 березня 1960 року у Станіславі (Українська РСР, СРСР). Родина: батько — Ігор Мар'янович (1930–1997); мати — Ганна Степанівна (1940–2016); дружина Ніна Миколаївна (нар. 1959); дочка Софія (нар. 1982) і син Тарас (нар. 1986); онучка Варвара (нар. 2008, донька Софія). В дитинстві мріяв стати рок-зіркою, а згодом — археологом. Володіє українською, російською, польською, англійською та німецькою мовами.
Навчався в спеціалізованій школі № 5 з поглибленим вивченням німецької мови. Закінчив редакторське відділення Українського поліграфічного Інституту у Львові (1982) та Вищі літературні курси при Літературному інституті ім. М.Горького в Москві (1991). Працював газетярем, служив у радянській армії, деякий час очолював відділ поезії часопису «Перевал» (Івано-Франківськ, 1991–1995).
Був лідером відомої поетичної групи «Бу-Ба-Бу» («Бурлеск-Балаган-Буфонада»), яка об'єднала авторів з Рівного (Олександр Ірванець), Львова (Віктор Неборак), Івано-Франківська (Юрій Андрухович). Один із засновників постмодерністської течії в українській літературі, яку умовно називають «Станіславським феноменом». Представники цього напрямку активно розробляють поетику «карнавального» письма.
Наприкінці 1980-х відомий як активний діяч щойно створеного Народного Руху України[джерело?].
З 1991 року публікується у великих літературних журналах України. Автор збірок поезій: «Небо і площі» (1985), «Середмістя» (1989), «Екзотичні птахи і рослини» (1991), «Пісні для Мертвого півня» (2004), романів: «Рекреації» (1992), «Московіада» (1993), «Перверзія» (1996), «Дванадцять обручів» (2003), «Таємниця. Замість роману» (2007), книг есеїв: «Дезорієнтація на місцевості» (1999), «Диявол ховається в сирі» (2006), «Тут похований Фантомас» (2015).
У 1990-х роках разом з Ю.Іздриком видавав «часопис текстів і візій» «Четвер» (1991–1996; перший в Україні постмодерністський журнал). Головний редактор літературного альманаху «Потяг 76». Протягом кількох років вів рубрику «Парк культури» у щоденній газеті «День» (Київ).
У 1994 році захистив кандидатську дисертацію, присвячену творчості замовчуваного в радянські роки класика української поезії першої половини XX століття Богдана-Ігоря Антонича.
У 1989 році за результатами публікації двох книг віршів прийнятий до Спілки письменників України, у 1991 році — за ідейними переконаннями вийшов зі складу Спілки разом з кількома колегами, ініціював створення Асоціації українських письменників, став її віце-президентом (1997–1999).
У 1997 році в Україні окремими виданнями вийшли 4 книги Андруховича: «Екзотичні птахи і рослини» (вірші), книга прози (романи «Рекреації» і «Московіада»), роман «Перверзія», книга есеїв «Дезорієнтація на місцевості».
Редактор і укладач Хрестоматійного додатку «Малої української енциклопедії актуальної літератури» (МУЕАЛ).
Автор п'ятого перекладу українською мовою п'єси «Гамлет» Вільяма Шекспіра (журнал «Четвер» № 10, 2000), а також антології перекладів американської поезії 1950-1960-х років «День смерті пані День» (2006).
Західна критика[джерело?] визначає Андруховича як одного із найяскравіших представників постмодернізму, порівнюючи за значимістю у світовій літературній ієрархії з Умберто Еко. Його твори перекладено багатьма європейськими мовами, зокрема роман «Перверзія» опубліковано у Німеччині та Польщі. Книгу есеїв видано в Австрії.
У російському перекладі видано невелику збірку віршів (пер. А.Макарова-Кроткова та І.Кручика, «Дружба народів», поч. 1990-х); роман «Рекреації» (пер. Ю.Ільїн-Король, «Дружба народів», № 5, 2000).
Лауреат літературної премії «Благовіст» (1993), премії Рея Лапіки (1996), Міжнародної премії ім. Гердера (2001), одержав спеціальну премію в рамках нагородження Премією Світу ім. Еріха-Марії Ремарка від німецького міста Оснабрюк (2005), «За європейське взаєморозуміння» (Лейпціг, 2006).
В 2024 році увійшов до списку 30 лідерів думок сучасної України, чиї тексти, оцінки та інтерв'ю формують настрої еліти і влади за версією видання NV

## Творчість

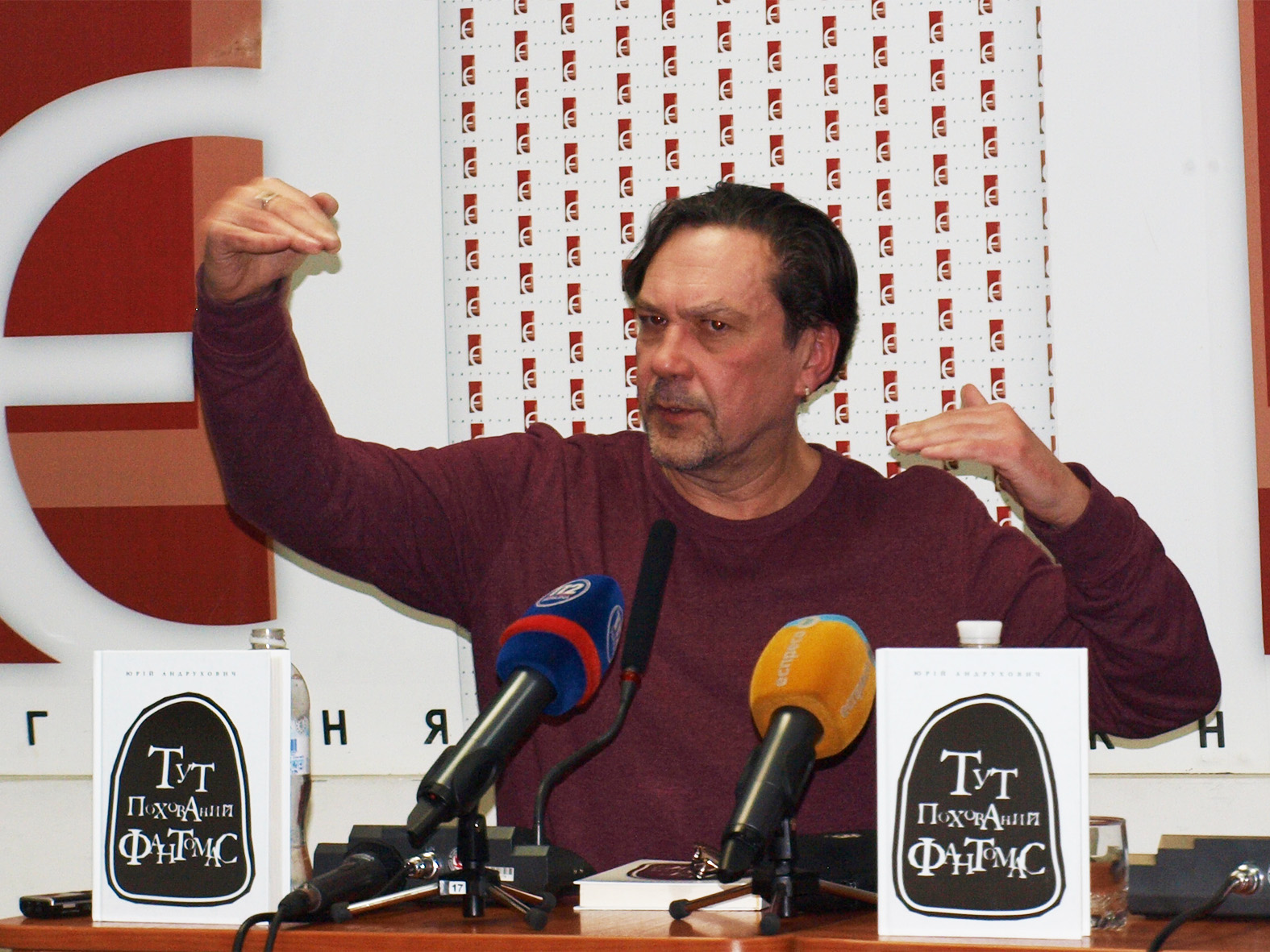
Презентація книги «Тут похований Фантомас». Київ, 2015

Творчий доробок Юрія Андруховича формально можна поділити на два головні річища: поетичне й прозове. Його поетичний дебют відбувся в першій половині 80-х років і завершився виходом у світ збірки «Небо і площі» (1985), загалом прихильно зустрінутої критикою. Того ж таки року Юрій Андрухович разом із Віктором Небораком та Олександром Ірванцем заснував поетичну групу Бу-Ба-Бу, значення якої для кожного з трьох її учасників з роками змінювалося — від чогось на кшталт «внутрішнього таємного ордена» до «прикладної квазіфілософії життя». Проте друга поетична збірка Юрія Андруховича («Середмістя», 1989) має швидше не «бубабуістський», а «елегійно-класицистичний» характер. Повністю «балаганно-ярмарковою» можна вважати натомість третю збірку — «Екзотичні птахи і рослини» (1991), яка волею автора мала б мати підзаголовок «Колекція потвор». Поетичне річище Юрія Андруховича вичерпується десь наприкінці 1990 року і завершується друкованими поза збірками циклами «Листи в Україну» (Четвер, № 4) та «Індія» (Сучасність, 1994, № 5). Домінантою поетичної картини Юрія Андруховича в усі періоди його творчості видається напружене шукання «духовної вертикалі буття», суттєво занижене тенденцією до примирення «вертикального з горизонтальним». Звідси — стале поєднання патетики з іронією, нахил до стилізаторства і заміна «ліричного героя» щоразу новою «маскою». Західна критика[джерело?] визначає Андруховича як одного із найяскравіших представників постмодернізму, порівнюючи за значимістю у світовій літературній ієрархії з Умберто Еко.
З прозових творів Юрія Андруховича найперше був опублікований цикл оповідань «Зліва, де серце» (Прапор, 1989, № 7) — майже фактографія служби автора у війську, своєрідна «захалявна книжечка», що поставала під час чергувань у вартівні. У 1991 році з'являється друком параісторичне оповідання «Самійло з Немирова, прекрасний розбишака» (Перевал, № 1), що ніби заповідає характерні для подальшої прози Андруховича риси: схильність до гри з текстом і з читачем, містифікаторство (зрештою, достатньо прозоре), колажність, еротизм, любов до магічного і надзвичайного. Романи «Рекреації» (1992), «Московіада» (1993) та «Перверзія» (1996) при бажанні можна розглядати як трилогію: героєм (антигероєм) кожного з них є поет-богема, що опиняється в самому епіцентрі фатальних перетворень «фізики в метафізику» і навпаки. Усі романи — доволі відчутна жанрово-стилістична суміш (сповідь, «чорний реалізм», трилер, готика, сатира), час розвитку дії в них вельми обмежений і сконденсований: одна ніч у «Рекреаціях», один день у «Московіаді», п'ять днів і ночей у «Перверзії».

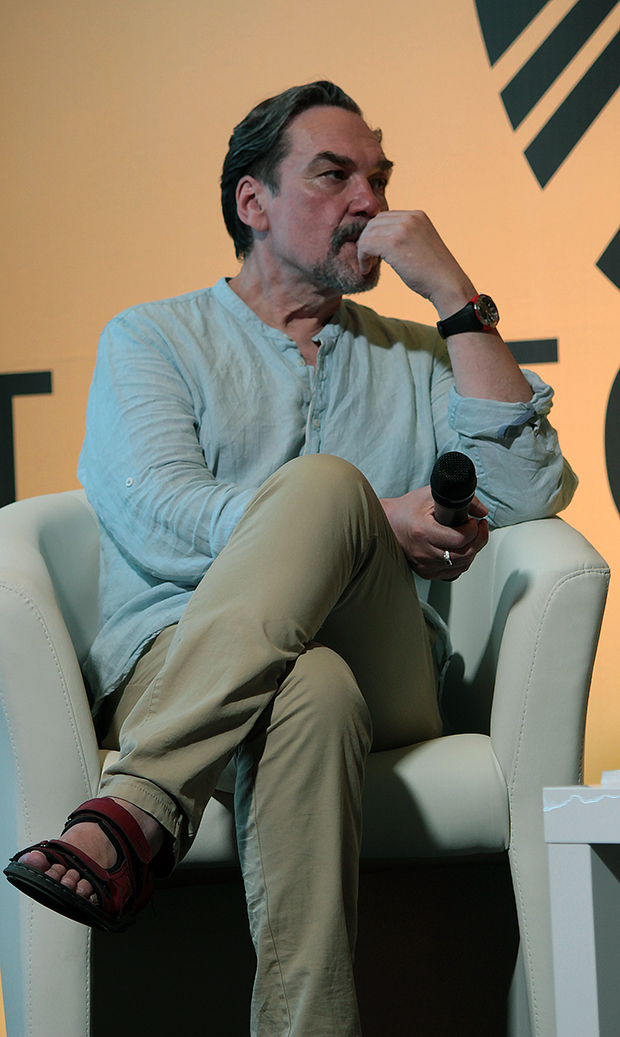
Юрій Андрухович на Книжковому Арсеналі 2021

Есеїстика Юрія Андруховича виникає внаслідок його частих подорожей до інших країн і поступово складається в майбутню «книгу спостережень» над нинішніми особливостями європейського культурно-історичного ландшафту. Разом із польським письменником Анджеєм Стасюком видав книгу «Моя Європа: Два есеї про найдивнішу частину світу» (польське видання — 2000, українське — 2001, німецьке — 2003) — текст Андруховича, написаний до цієї книжки, має назву «Центрально-східна ревізія» і є спробою гранично відвертого осмислення свого власного «часу і місця».
У 2011 році (11 листопада) Юрій Андрухович випустив найбільшу свою книгу — «Лексикон інтимних міст». Критики назвали нове видання «автобіографічним атласом внутрішнього світу письменника». Електронна версія книги вийшла одразу після паперової, як вказують Інтернет—джерела[які?], доступна в форматі, захищеному від піратських копій. У новій книжці Юрій Андрухович розповів 111 історій про 111 міст, які йому довелося відвідати, в яких довелося пережити приємні й не дуже, але завжди унікальні інтимні — в широкому значенні цього слова — моменти. Це розташовані в алфавітному порядку за географічними назвами різножанрові тексти — від есеїв і оповідань до віршів у прозі. За словами автора, «доводиться багато їздити і цікаво було полічити, скільки до цього моменту я відвідав міст, відмінних від рідного. Тобто рідного Івано-Франківська в цій книжці не буде. Вийшов великий список. Подумав створити свою приватну енциклопедію. Виношував ідею з 2005-го, а за писання взявся 2008-го. Писав про кожне місто окремим файлом. Ніколи не складав їх докупи. Дописавши, я жахнувся: книжка буде під 600 сторінок. Взагалі не збирався писати такі товсті книжки». Андрухович розповів, що також переклав з англійської п'єсу Шекспіра «Ромео і Джульєтту», яка вийде у видавництві «А-БА-БА-ГА-ЛА-МА-ГА». Зараз пише нову книгу про життя сімох відомих людей. Зокрема, в ній йтиметься про тренера Валерія Лобановського і футболіста Олега Базилевича.
У 2013 році «Клуб Сімейного Дозвілля» перевидав два романи Юрія Андруховича — «Таємниця» і «Дванадцять обручів». А видавництво «А-БА-БА-ГА-ЛА-МА-ГА» видало зібрання поетичних творів Андруховича — «Листи в Україну».
Андрухович є автором перекладів з англійської (зокрема, він є автором 5-го українського перекладу шекспірівського «Гамлета» та «Ромео та Джульєтти», а також книжки перекладів американської поезії 1950-60-х років), польської (Т.Конвіцький, Б. Шульц), німецької (Райнер Марія Рільке, Ф. Голер, Фріц фон Герцмановскі-Орландо, Роберт Вальзер) та російської (Борис Пастернак, Осип Мандельштам, Анатолій Кім).
Автор кандидатської дисертації «Богдан-Ігор Антонич і літературно-естетичні концепції модернізму» (1996).

## Громадська діяльність
Письменник активно займається громадською діяльністю. Має яскраво виражену громадянську позицію, підтримуючи європейську інтеграцію України. Зокрема, на народному віче 8 грудня 2013 саме Ю.Андрухович зачитав «Звернення 5/12» від мистецької громади, адресоване як чинній владі, так і опозиції
У січні 2010 року група літераторів (Юрій Андрухович, Андрій Бондар, Сергій Жадан і Лесь Подерв'янський) започатковали громадську кампанію, кінцева мета якої відміна закону «Про захист суспільної моралі».
У листопаді 2011 року Андрухович в ефірі ток-шоу «Портрети з Сергієм Дорофеєвим» на 5 каналі заявив що, державні органи хочуть контролювати шляхом заборон приватне життя громадян. «Мені здається, що все це заборонне законодавство спрямоване перед усім на створення корупційного простору, тобто ніхто ж не збирається дотримуватись заборон, насправді починають всі думати як їх обходити, а обходять це вони через корупцію».
Виступав за звільнення з російського ув'язнення незаконно засудженого українського режисера Олега Сенцова.
9 листопада 2021 року Андрухович прочитав Радіодиктант національної єдності (уривок зі свого нового роману).

## Критика
Після приходу до влади в Україні «донецького клану» в особі Партії регіонів та Віктора Януковича (2010) Юрій Андрухович зробив резонансну заяву: «Якщо ще колись станеться таке чудо, що в Україні знову переможуть, умовно кажучи, „помаранчеві“, то треба буде дати можливість Кримові й Донбасу відокремитися. Зараз вони цього не зроблять, бо сьогодні їхні сидять при владі в Києві».
Ця заява була негативно сприйнята в українському суспільстві. Народний депутат Тарас Стецьків зазначив, що заява Андруховича скидається на «істерику інтелігента» за принципом «шеф, усе пропало!».
|  | «Такі висловлювання можна зрозуміти і частково виправдати лише як емоційну реакцію на те, що коїться нині в державі, – каже Тарас Стецьків. – Але ставитися серйозно до цих слів не можна! Люди, які свідомо виголошуватимуть такі тези, будуть поставлені поза суспільством, оскільки в українському суспільстві немає настроїв і запитів на якесь відокремлення». |

Рівненський критик Микола Кульчинський назвав Андруховича «теребливим анфантом» і ствердив, що вся метушня Андруховича і навколо нього не створює навіть «теми для розмови»:
|  | Бог йому таки дав талант. І неабиякий. Тому це, фактично, проблема - Зради... Серйозна проблема. І Андрухович тут є не виключенням, а справжнім - дзеркалом української інтелігенції. Принаймні, дуже великої її частини. <...> маємо справу ще з одним мотивом. Суто - творчим. Справа в тому, що рівень текстів, які він видає на гора останніми роками ніяк не відповідають сучасним масштабам України і тому місцю, яке наша країна могла б зайняти за певних обставин не тільки у Європі, але й у світі. <...> справжня проблема Андруховича полягає в тому, що він як літератор сьогодні, може й міг би бути «хорошим письменником» для Галичини. Але для України від Ужгорода до Луганська - він не достатньо хороший. Просто кажучи - заслабкий. Саме як письменник |

4 січня 2015 року деякі раніше розкритиковані фрази Андруховича були наведені у програмній заяві «Правого сектора» «За національну відповідальність інтелігенції!», яка миттєво викликала бурхливий резонанс у десятках ЗМІ. Літературознавці й історики відзначили, що ця заява ПС своїми назвою, духом та стилістикою наче пародіює розгромні статті сталінських часів.

### Поетичні збірки
- «Небо і площі» (1985)
- «Середмістя» (1989)
- «Екзотичні птахи і рослини» (1991)
- «Екзотичні птахи і рослини з додатком „Індія“: Колекція віршів» (Івано-Франківськ: Лілея-НВ, 1997)
- «Пісні для мертвого півня» (Івано-Франківськ: Лілея-НВ, 2004)
- «Листи в Україну» (К.: А-ба-ба-га-ла-ма-га, 2013).

### Оповідання
- «Зліва, де серце» (1989) (журнал «Прапор», 1989)
- «Трициліндровий двигун любові» (Харків: Фоліо, 2007) (разом із Сергієм Жаданом і Любком Дерешем)
- «Письменники про футбол» (Харків: Клуб сімейного дозвілля, 2011) (у співавторстві)
- «Лексикон інтимних міст» (Meridian Czernowitz, 2011)

### Романи
- «Рекреації» (Сучасність, 1992; Київ: Час, 1997; 1998; Львів: Піраміда, 2005)
- «Московіада» (1993, 1997, Івано-Франківськ: Лілея-НВ, 2000; Івано-Франківськ: Лілея-НВ, 2006)
- «Перверзія» (Сучасність, 1996, № 1-2; Івано-Франківськ: Лілея-НВ, 1997; Львів: Класика, 1999)
- «Дванадцять обручів» (Київ: Критика, 2003; 2004; 2005; 2006)
- «Таємниця» (Харків: Фоліо, 2007)
- «Коханці Юстиції» (Чернівці: Meridian Czernowitz, 2017)[27]
- «Радіо Ніч» (Чернівці: Meridian Czernowitz, 2020)

### Збірки есе
- «Дезорієнтація на місцевості» (Івано-Франківськ: Лілея-НВ, 1999; 2006)
- «Моя Європа» (спільно із Анджеєм Стасюком) (Львів: Класика, 2000; 2005; 2007)
- «Диявол ховається в сирі» (Київ: Критика, 2006)
- «Тут похований Фантомас». 2015

### Мемуари
- Лексикон інтимних міст — Київ: Майстер книг, 2011. — 480 с.(іл.) ISBN 978-966-2578-11-9

### Переклади
- «День смерті пані День» (Харків: Фоліо, 2006) — переклади американської поезії 1950-60-х років
- Вільям Шекспір. «Гамлет» (Київ: А-ба-ба-га-ла-ма-га, 2008)
- переклади з польської: Т. Конвіцькій та інші
- переклади з німецької: Р.-М. Рільке, Ф. фон Герцмановскі-Орландо та сучасна німецькомовна поезія
- «Цинамонові крамниці» Бруно Шульц (Київ: А-ба-ба-га-ла-ма-га, 2012)
- переклади з російської: Б. Пастернак, О. Мандельштам
- Роберт Вальзер. Прогулянка / переклад Юрія Андруховича. —  Meridian Czernowitz, 2013[28].
- Вільям Шекспір. 'Трагедія Ромео і Джульєтти. Переклад з англійської: Юрій Андрухович. Київ: А-БА-БА-ГА-ЛА-МА-ГА, 2016. 208 стор. ISBN 978-617-585-096-1
- Гайнріх фон Кляйст. Розбитий глек / пер. з нім. Юрій Андрухович. — К. : А-ба-ба-га-ла-ма-га, 2017. — 144 с. — ISBN 978-617-585-132-6.
- Вільям Шекспір. Король Лір. Переклад з англійської: Юрій Андрухович. Київ: А-БА-БА-ГА-ЛА-МА-ГА, 2019. ? стор. ISBN ?

### Публіцистика
- Smoleński Paweł. Szcze ne wmerła i nie umrze. Rozmowa z Jurijem Andruchowyczem. Wydawnictwo Czarne, 2014
- Звернення до європейських громадян письменника Юрія Андруховича. [Архівовано 7 січня 2016 у Wayback Machine.] // Юрій Андрухович, 24.01.2014

## Інші види мистецтва

### Музика
Вірші Юрія Андруховича були покладені на музику такими гуртами, як «Мертвий Півень», «Плач Єремії», «Siґал Sпожив Sпілка», «Знову за старе», «Karbido» (Польща) тощо.
З польським гуртом «Карбідо» Юрій Андрухович записав триптих мелодекламацій «Самогон. Цинамон. Абсент.»
Дебютна платівка «Самогон» містила 9 треків, 8 з яких — твори Ю.Андруховича, а 9-й — українська народна пісня «Зелена ліщинонька». Платівка вийшла у польській та в українській версіях. Друга частина трилогії «Цинамон» уперше зазвучала в Дрогобичі в 2008 році під час ІІІ міжнародного фестивалю Бруно Шульца, але видати платівку вдалося лише в квітні 2009 року. Вона являла собою цикл із 12 звукових картин на тексти зі збірки Ю.Андруховича «Екзотичні птахи та рослини». Проєкт «Цинамон» поєднує в собі поезію, музику та відео. Тексти Юрія Андруховича зі збірки «Екзотичні птахи та рослини» у виконанні автора завдяки музикантам з польського гурту «Карбідо» отримали несподівану музичну форму. Як кажуть самі автори, «вона є поєднанням досконалої стриманості традиційного радіоспектаклю з енергетикою пост-року». Альбом складається із 12 звукових картин на одному диску та 5-частинної сюїти «Індія» — на додатковому.
«У музичному центрі ви слухаєте цей аудіо-диск як нормальний, якщо ж вкладаєте його в комп'ютер, там з'являється ще можливість прочитати тексти, подивитися відеокліп на одну з цих речей, а також кілька фрагментів моєї прози, які я теж читаю в супроводі музикантів „Карбідо“, — говорить Юрій Андрухович. „Цинамон“ виникав у мандрівній студії звукозапису: альбом народжувався в Утрехті, Дрогобичі, Варшаві та Вроцлаві, партію ударних частково було записано в швейцарському Гальденштайні, а деякі звуки були схоплені на вулицях Єрусалима і Гонконгу. Перше виконання напрацювань до „Цинамону“ відбулося під час Міжнародного фестивалю Бруно Шульца в Дрогобичі в травні 2008-го, адже саме творчості Шульца проєкт завдячує своєю назвою. „Цинамон“ — це алюзія до „Цинамонових крамниць“ Бруно Шульца… Якась атмосфера, якийсь флер чогось екзотичного з якоїсь Індії чи Аравії, з якихось далеких світів, що водночас закинуте в затхлу і досить консервативну, дегенеративну атмосферу малесенького галицького містечка. Це ніби те, в чому перегукується зі світом Бруно Шульца», — сказав Юрій Андрухович.
«Абсент» є заключною частиною проєкту. Як повідомляє мистецька агенція АртПоле, заключна частина триптиху «Абсент» презентовано 18 грудня о 19:00 у Київській консерваторії (вул. Архітектора Городецького, 1/3). Творці «Абсенту» уявляють його як оригінальний саундтрек до фільму, так ніколи і не реалізованого невідомим режисером за мотивами роману Юрія Андруховича «Перверзія». Назва «Абсент» є, звичайно, метафоричною. Це — своєрідний парафраз на тему улюбленого напою всіх декадентів, що, переломлюючись через «тексти Перфецького», несе в собі вістку про Полинову країну (Україна після Чорнобиля) та її болісну відсутність (англійське absinth взаємодіє тут із absent) у сучасній Європі.

### Кіно
- 1992 — режисер Андрій Дончик зняв за мотивами оповідань Юрія Андруховича кінофільм «Кисневий голод».
- 1994 — Андрухович стає сценаристом фільму «Амур і демон».
- 2010 — короткометражний фільм «Рано-вранці» (реж. Володимир Тихий), що входить до альманаху «Мудаки. Арабески» є екранізацією уривку з роману «Рекреації»[29].
- 2013 — Андрухович бере участь у фільмах «Скільки Франкового у Франівську» та «Три кохання Франка у Станіславові» із циклу «Франкове Прикарпаття» режисера Мирослава Бойчука.[30][31][32]
- 2016 — Українська читанка про Андруховича [Архівовано 19 лютого 2017 у Wayback Machine.] (фільм)

### Театр
28 жовтня 2011 року польський Театр Танцю поставив п'єсу за мотивами роману Юрія Андруховича «Дванадцять обручів». У виставі «Carpe Diem» органічно поєднуються тести Горація «Оди» та Юрія Андруховича «Дванадцять обручів», вважає головний хореограф Ева Вичіховська. Вона, окрім текстового симбіозу, вдається до оригінального синтезу хореографії, музики та візуальних спец ефектів. Зміна сценічного простору «вмонтована» у тіло вистави, а сценографію доповнює відео-проєкція.
2 жовтня 2010 року на X Міжнародному театральному фестивалі «Золотий Лев-2010» у Львові Луганський обласний академічний український музично-драматичний театр представив прем'єру трагедії «Гамлет». Текст діалогів був узятий з перекладу Юрія Андруховича «Гамлета» Шекспіра.
Ще раніше розпочалось співробітництво Андруховича з Молодим театром. У 2007 році відбувся грандіозний українсько-німецький проєкт «Нелегал Орфейський» за мотивами «Перверзії», де сам Андрухович грає одну з ролей (прем'єра — 11 березня 2007 року). Цей проєкт здійснювався в рамках масштабної акції в Європі з нагоди прийняття кількох східноєвропейських країн до ЄС. Після цього Дюссельдорфський драматичний театр замовив Андруховичу й іншим трьом найвизначнішим письменникам Центральної та Східної Європи ексклюзивні тексти для театральних постановок[джерело?]. Наступною у Молодому театрі поставили «Московіаду».

## Переклади іноземними мовами
Твори Андруховича перекладено і видано у Польщі, Німеччині, Канаді, Угорщині, Фінляндії, Хорватії (окремими книжками), США, Швеції, Іспанії, Росії‚ Австрії (окремими публікаціями).
Переклади творів Ю.Андруховича іноземними мовами виходили в таких видавництвах: Wydawnictwo Czarne (Польща), Suhrkamp Verlag (ФРН), Knihovna Listů, Fra, Vĕtrné Mlyny (Чехія), BAUM, Kalligram, Absynt (Словаччина), József Attila Kör, Ráció, Gondolat (Угорщина), Polirom, ALLFA (Румунія), Klio (Сербія), Cankarjeva Založba (Словенія), Fraktura (Хорватія), «Парадокс» (Болгарія), «Македонска реч» (Македонія).

## Відомі цитати
|  | Він (Янукович) не російську мову буде робити державною, а ту мову, якою спілкуються він і його оточення, — мову попси і блатняка. |

## Інтерв'ю
- Юрій Андрухович: Львів — заповідник на берегах Полтви
- Останнє і втрачене. Юрій Андрухович: Це покоління політиків має йти на смітник
- Юрій Андрухович: Я не люблю слово «духовність», бо не знаю, що воно означає
- Юрій Андрухович: В книжках треба шукати здивування
- Юрій Андрухович: Для мене дуже важливо жити у вільній країні
- Юрій Андрухович: від Самогону до Цинамону [Архівовано 4 березня 2016 у Wayback Machine.]
- Юрій Андрухович: Якщо переможуть помаранчеві, то Криму й Донбасу треба дати можливість відокремитися [Архівовано 2 вересня 2010 у Wayback Machine.] // УНІАН, 22.07.2010
- Юрій Андрухович: Світ пронизаний дивовижною єдністю… [Архівовано 2 лютого 2017 у Wayback Machine.]

## Рецензії
- Таємниця (Вісім секунд «Таємниці» Юрія Андруховича)
- Андрей Урицкий. Юрий Андрухович. Московиада [Архівовано 14 листопада 2003 у Wayback Machine.]
- Євгенія Нестерович. «Ця психічна хвороба, тобто кохання…» // zbruch.eu [Архівовано 17 вересня 2013 у Wayback Machine.]
- Світлана Вардеванян. «Це тільки ззовні цирк…», або Як потрапити у буття // https://krytyka.com/ua/articles/tse-tilky-zzovni-tsyrk-abo-yak-potrapyty-u-buttya

## Нагороди
- 1993 — лауреат премії Благовіст.
- 1996 — лауреат премії Рея Лапіки.
- 2001 — лауреат премії ім. Гердера (Фонд Альфреда Тьопфера, Гамбурґ, Німеччина).
- 2005 — лауреат премії миру імені Ремарка[de], Оснабрюк, Німеччина.
- 2006 — лауреат премії Книжкового ярмарку у Лепцігу «За європейське взаєморозуміння».
- 2006 — лауреат Літературної премії Центральної Європи Angelus за роман «Дванадцять обручів» (пол. Dwanaście kręgów — перекладач Катажина Котинська).
- 2014 — лауреат Премії імені Ханни Арендт (Німеччина).
- 2016 — Медаль Гете.
- 2017 — лауреат Премії Вілениці (Словенія).[36]
- 2022  — лауреат премії імені Генріха Гейне від міста Дюссельдорф.[37]